# Tervel Pulev
Tervel Venkov Pulev (en búlgaro: Тервел Венков Пулев; Sofía, 10 de enero de 1983) es un deportista búlgaro que compite en boxeo. Su hermano Kubrat compitió en el mismo deporte.
Participó en los Juegos Olímpicos de Londres 2012, obteniendo una medalla de bronce en el peso pesado. Ganó tres medallas en el Campeonato Europeo de Boxeo Aficionado entre los años 2010 y 2015.
En diciembre de 2016 disputó su primera pelea como profesional. En diciembre de 2019 conquistó el título internacional de la AMB, en la categoría de peso crucero. En su carrera profesional tuvo en total 20 combates, con un registro de 19 victorias y una derrota.

## Palmarés internacional
| Juegos Olímpicos   | Juegos Olímpicos      | Juegos Olímpicos  | Juegos Olímpicos |
| Año                | Lugar                 | Medalla           | Categoría        |
| ------------------ | --------------------- | ----------------- | ---------------- |
| 2012               | Londres (Reino Unido) | Medalla de bronce | 91 kg            |
| Campeonato Europeo |                       |                   |                  |
| Año                | Lugar                 | Medalla           | Categoría        |
| 2010               | Moscú (Rusia)         | Medalla de plata  | 91 kg            |
| 2011               | Ankara (Turquía)      | Medalla de plata  | 91 kg            |
| 2015               | Samokov (Bulgaria)    | Medalla de bronce | 91 kg            |